# Edgar Curto
Edgar Curto Pellicer, né le 28 juin 1999 à Tarragone, est un coureur cycliste espagnol.

## Biographie
Originaire de Tarragone, Edgar Curto pratique le cyclisme depuis l'âge de six ou sept ans. Il est formé à l'UC Vilanova. Dans les catégories de jeunes, il remporte divers titres de champion provincial,. Il devient également champion de Catalogne du contre-la-montre en 2021. La même année, il se classe troisième du Tour d'Alicante, une course par étapes réservée aux amateurs. 
Lors de la saison 2023, il s'impose sur plusieurs courses régionales en Catalogne. Il termine par ailleurs deuxième du Tour de Valence et troisième du Circuito Montañés. Grâce à ses performances, il passe professionnel en 2024 avec l'équipe Illes Balears-Arabay, qui accède au niveau continental,. Actif dans les échappées, il s'adjuge le classement des metas volantes sur le Tour de Castille-et-León.

## Palmarès
- 2021
  - Champion de Catalogne du contre-la-montre
  - Trofeo San Jorge
  - 3e du Tour d'Alicante
- 2023
  - Gràns Classiques
  - Gran Premi Sant Pere
  - Trofeu Fira d´Agost
  - Trofeu Vila de Juneda
  - 2e du Gran Premio San Lorenzo
  - 2e du Tour de Valence
  - 3e du Circuito Montañés